# Нурманбетова, Эсенбу
Эсенбу (Эсенбюбю) Нурманбетова (13 июня 1957, Арал, Таласский район, Фрунзенская область, Киргизская ССР, СССР — 2 января 2019, Бишкек, Кыргызстан) — советская и киргизская оперная певица (сопрано) и педагог, народная артистка Республики Кыргызстан (1995). Лауреат премии комсомола Киргизии.

## Биография
Родилась 13 июня 1957 года в киргизском селе Арал.
В 1978 году окончила Киргизский государственный университет имени И.Арабаева. В 1984 году закончила Киргизский государственный институт искусств имени Б. Бейшаналиевой. Была ведущей артисткой в Киргизском национальном театре оперы и балета, где проработала 32 года (с 1984 по 2016).
С 1987 года по 1989 год проходила стажировку в Большом театре (класс профессора П. Г. Лисициана).
С 2016 года преподавала в Киргизской национальной консерватории.
Умерла после продолжительной болезни 2 января 2019 года. Прощание с певицей состоялось 4 января в Киргизском национальном театре оперы и балета.
Эсенбу Нурманбетова исполняла песни и романсы, арии из опер киргизских, казахских, русских и зарубежных композиторов, а также народные песни. В разные годы гастролировала в Румынии, Алжире, Турции, Китае, Индии, Монголии, России.

## Избранные произведения[1][6]
- «Травиата» Джузеппе Верди — Виолетта
- «Риголетто» Джузеппе Верди — Джильда
- «Севильский цирюльник» Джоаккино Россини — Розина
- «Волшебная флейта» Вольфганг-Амадей Моцарт — Памина
- «Кармен» Жорж Бизе — Фраскита
- «Цыганский барон» Иоганн Штраус — Арсена
- «Айчурок» — Калыйман
- «Манас» — Канайым
- «Ажал Ордуна» — Зулайка
- «Токтогул» — Валентина
- «Курманбек» Н. Давлесов — Гулайым
- «Аста секин: колукту!» Н. Давлесов — Зияда
- «Ак-Меёр» Ж. Каниметов — Ак-Меёр
- «Аршын мал алан» У. Гаджибеков — Асия

## Награды и звания
- Заслуженная артистка Киргизской Республики (1992) — за большой вклад в развитие киргизского театрального искусства.
- Народная артистка Киргизской Республики (1995) — за большие заслуги в области искусства республики.
- Памятная юбилейная медаль «Манас-1000» (1995)[7]
- Лауреат I Международного конкурса им. Е. Рахмадиева в Астане (Казахстан) (2016) — за педагогическое мастерство[8][9].
- Дипломант Международного фестиваля оперных певцов «Дни оперы Тюркского мира», организованном Международной организацией «ТЮРКСОЙ» (2002)[4][10].